# El mundo en guerra
El mundo en guerra (The World at War) es una serie documental para televisión emitida entre 1973 y 1974 sobre la Segunda Guerra Mundial y los acontecimientos que condujeron a ella y los que ocurrieron inmediatamente después. Fue producida por Jeremy Isaacs, escrita y coproducida por Peter Batty y narrada por Lawrence Olivier. Carl Davis compuso su banda sonora. Un libro, El mundo en guerra, fue escrito por Mark Arnold-Forster como suplemento de la misma. Fue galardonada con el Premio Emmy.
La serie ha sido considerada a menudo como el mejor y definitivo documental sobre la historia de la Segunda Guerra Mundial hecho para televisión. También presentó raras imágenes de película en color de algunos de los acontecimientos de la guerra.
En una encuesta realizada en 2000 por el British Film Institute, en la que participaron profesionales de los medios de comunicación, sobre los 100 mejores programas emitidos en la televisión británica, The World at War quedó en la 19.ª posición.
En España, al ser editada en DVD con motivo del 60.º aniversario del fin de dicha guerra, fue retitulada como La II Guerra Mundial, mientras que en su edición en Blu-ray conservó el título de El Mundo en Guerra.

## Producción
La serie fue encargada por Thames Television en 1969. Debido a la laboriosidad de su investigación, se tardó cuatro años para producirla a un costo de 900.000 libras (10.9 millones de euros de 2006). En aquel momento, fue un récord para una serie de televisión británica. La serie fue transmitida en el canal de ITV del Reino Unido entre el 31 de octubre de 1973 y el 8 de mayo de 1974, y posteriormente se ha podido ver en todo el mundo. El canal danés DR2 la emitió entre diciembre de 2006 y enero de 2007, mientras que History Channel de Japón la emitió en su totalidad en abril de 2007.
Cada episodio dura aproximadamente 52 minutos, sin contar el intermedio central acostumbrado en la ITV de la época. El episodio sobre el genocidio judío se proyectó sin dicha interrupción.
Para la realización de la serie se entrevistaron a líderes de las Potencias Aliadas y las del Eje, incluyéndose también relatos de testigos tanto civiles como de soldados, funcionarios y políticos, entre ellos, Albert Speer, Karl Dönitz, Walter Warlimont, James Stewart, Bill Mauldin, Curtis LeMay, Lord Mountbatten of Burma, Alger Hiss, Toshikazu Kase, Mitsuo Fuchida, Minoru Genda, J.B. Priestley, Brian Horrocks, John J. McCloy, Lawrence Durrell, Arthur Harris, Charles Sweeney, Paul Tibbets, Anthony Eden, Traudl Junge y el historiador Stephen Ambrose.
En el programa The Making of "The World at War", incluido como extra en el DVD, Jeremy Isaacs explica que se dio prioridad a las entrevistas con ayudantes y asistentes sobrevivientes en lugar de recurrir a figuras reconocidas. La persona más difícil de localizar y convencer para ser entrevistada fue el ayudante de Heinrich Himmler, Karl Wolff. Durante la entrevista, admitió ser testigo de una ejecución masiva junto a Himmler.

## Los episodios
La serie consta de 26 episodios. Producida por Jeremy Isaacs, tuvo como asesor a Noble Frankland, entonces director del Museo Imperial de la Guerra. Quince de los capítulos están dedicados a otras tantas campañas clave de la guerra. Los restantes once capítulos están dedicados a otros asuntos, como la vida cotidiana en Gran Bretaña y Alemania, la experiencia de la ocupación en los Países Bajos y el Holocausto.
- La nueva Alemania - A New Germany (1933–1939)

Alemania, una nación condenada por la humillante derrota en la Primera Guerra Mundial, saliendo de una abrumadora depresión económica, fija su vista en un hombre para el renacer de la esperanza y la dignidad, resultando ese hombre ser Adolf Hitler. La historia de la Segunda Guerra Mundial empieza en los primeros años de la década de 1930, mostrando como Adolf Hitler subió al poder con el pleno soporte de millones de alemanes. Noticieros de la época y películas caseras hechas por Eva Braun, la amante de Hitler, muestran al Führer tal como debió aparecer ante su pueblo. La retrospectiva histórica y el conocimiento de lo que algunos miembros de la jerarquía nazi estaban haciendo, bajo la tapadera de una inteligente propaganda, da un aspecto muy siniestro a estas tomas. Este episodio nos muestra también imágenes del desfile, que el Museo Imperial de la Guerra ha catalogado con el nombre de "Cómo hacer un desfile". Incluye testimonios de Ewald-Heinrich von Kleist-Schmenzin, Werner Pusch y Christabel Bielenberg.
- Guerra lejana - Distant War (September 1939 – May 1940)

En la Europa del Este, la potencia de la maquinaria de guerra nazi sigue avanzando; Gran Bretaña empieza a notar un gran desasosiego en toda la nación; es la extraña guerra de 1939, con el sonido de los cañones retumbando amenazadoramente en el horizonte... Con la reciente elección de Churchill como primer ministro, Gran Bretaña no está preparada para la guerra y hay poca gente que se tome la situación con la debida seriedad. Como ministro de la Marina, Churchill utiliza sus profundos conocimientos sobre el valor de la propaganda y saca todo el provecho posible al hundimiento del "Graf Spee" en la batalla del Río de la Plata. Mientras tanto, en otras partes de Europa, la oscura noche de terror nazi continúa... Incluye testimonios de Lord Boothby, Lord Butler, Almirante Charles Woodhouse, Sir Martin Lindsay y Sir John "Jock" Colville.
- Cae Francia - France Falls (May – June 1940)

Los franceses habían cometido el desastroso error de prepararse para otra confrontación como la Primera Guerra Mundial. Francia tenía la mayor de las armadas europeas antes de la guerra y la protección de la fuertemente fortificada Línea Maginot. Increíblemente la Línea no llegaba hasta el Canal y los invasores alemanes tuvieron simplemente que rodear las defensas y avanzar hacia el Sur. El ejército francés queda humillado, París es capturado y Francia cae. El ejército expedicionario británico retrocede; Hitler permanece sereno y preparado para invadir Gran Bretaña. Incluye testimonios del General Hasso von Manteuffel y del General André Beaufre.
- Solos - Alone (May 1940 – May 1941)

Bajo el liderazgo de Winston Churchill, Gran Bretaña sigue la lucha ella sola, con el lema del "no nos rendiremos". Cerca de 350.000 hombres, pertenecientes a las tropas aliadas, tienen que ser rescatados de Dunkerque, la moral británica no había estado nunca tan baja. En la antesala del fracaso, pese al heroísmo de la RAF en la derrota de la Luftwaffe, con Francia derrotada, los Estados Unidos sin implicarse en la contienda y el pacto de Rusia con Hitler aún en vigencia, Gran Bretaña se encuentra sola, salvándose gracias a la decisión de Hitler de emprender su ofensiva contra Rusia. Incluye testimonios de Anthony Eden, J.B. Priestley, Sir Max Aitken, del Teniente General Adolf Galland y de Sir John "Jock" Colville.
- Operación Barbarroja - Barbarossa (June – December 1941)

Alemania, dueña ahora de Europa, incluyendo los Balcanes, se enfrenta a Rusia. Los primeros choques se saldan con devastadoras victorias de los alemanes, gracias a los Panzers, que se mueven a espantosa velocidad hacia el interior de Rusia. Pero la Alta Comandancia alemana sufre un fatal retraso y el avance es detenido a pocos kilómetros de Moscú, cuando el barro y más tarde el feroz frío ruso ganarán la partida. Incluye testimonios del General Walter Warlimont, Albert Speer, Paul Schmidt y W. Averell Harriman.
- Banzai - Banzai!: Japan (1931–1942)

Diciembre de 1941; Japón busca tener acceso libre a las materias primas que necesita para su expansión, pero las negociaciones son largas y pesadas, haciendo que Japón se canse de ellas y ataque Pearl Harbour, infligiendo un grave golpe a las fuerzas navales americanas. En pocos meses, Japón demuestra lo débilmente preparados que están los Aliados y arrasan en Hong Kong, Birmania, Malasia, Singapur, las Indias del Este Neerlandesas y las Filipinas.
- En camino - On Our Way: U.S.A. (1939–1942)

Los conflictos de Europa y el Pacífico son dos guerras separadas. Muchos americanos optan por olvidarse de Hitler y de Europa, concentrando sus esfuerzos en su guerra contra los japonesas. El presidente Roosevelt se compromete a luchar contra Hitler, oponiéndose al Congreso. Inexplicablemente, Hitler declara la guerra a Norteamérica, relevando así a Roosevelt de una difícil decisión, que finalmente, alterará el curso de la guerra. Incluye testimonios de John Kenneth Galbraith, John J. McCloy, Paul Samuelson, Isamu Noguchi, Richard Tregaskis y Vannevar Bush.
- El desierto - The Desert: North Africa (1940–1943)

La guerra en el Norte de África tarda casi tres años en resolverse, luchan incansablemente sobre las 600 millas de desierto existentes entre Alejandría (Egipto) y Benghazi, en Cyrenaica (Libia), antes de que las "Ratas del Desierto" de Montgomery, derroten al Africa Korps de Rommel en El Alamein. Los alemanes son expulsados del Norte de África y el camino parece claro para la parte más indefensa de Europa... Italia. Incluye testimonios del General Richard O'Connor, del Mayor General Francis de Guingand y Lawrence Durrell.
- Estalingrado - Stalingrad (June 1942 – February 1943)

El ejército alemán es acorralado y derrotado en Estalingrado. El número de soldados muertos es muy elevado. Por primera vez, los alemanes son batidos en el campo de batalla. La leyenda del dominio alemán sobre la tierra se desvanece cuando la gente se prueba a sí misma que, utilizando el valor y la inteligencia, el ejército del Reich, puede ser derrotado.
- Manada de lobos - Wolf Pack: U-Boats in the Atlantic (1939–1943)

Los alemanes intentan privar de alimento a Gran Bretaña atacando sus barcos de suministro desde el Norte de África..., casi lo consiguen. Se hunden muchas toneladas de embarcaciones y se pierden muchas vidas en los ataques de barcos-U del Gran Almirante Karl Dönitz. Los barcos mercantes aliados, a pesar de sus técnicas de convoy, de las escoltas de la Armada y de los elementales mecanismos de detección submarina, son extremadamente vulnerables. Dönitz y algunos de sus comandantes de los barcos-U, así como algunos oficiales británicos y marineros de la marina mercante que sobrevivieron después de haber sido hundidas sus embarcaciones en el Atlántico, aparecen en este episodio. Incluye testimonios del Gran Almirante Karl Dönitz y Otto Kretschmer.
- Estrella roja - Red Star: The Soviet Union (1941–1943)

La historia de la cruenta y solitaria guerra de Rusia, con sus 20.000.000 de bajas militares y civiles, narrada por una ama de casa de Leningrado, que sobrevivió al asedio de 890 días, desde septiembre de 1941 hasta enero de 1944. Ella está de acuerdo en que fue muy afortunada por haber sobrevivido. En su ciudad, de tres millones de habitantes, 200.000 personas murieron bajo el fuego alemán y cerca de 630.000 de frío o hambre. Increíblemente los rusos no sólo sobrevivieron, sino que consiguieron derrotar a los alemanes.
- Viento metálico - Whirlwind: Bombing Germany (September 1939 – April 1944)

El bombardeo alemán a Gran Bretaña ocasiona una estridente petición pública de venganza. Pero hacia finales de 1941 las fuerzas británicas, compuestas de 700 aviones, están siendo gravemente mermadas por las batallas del Norte de África y del Atlántico. La llegada de Arthur "Bombardero" Harris para hacerse cargo del Mando de Bombarderos anuncia una nueva actitud. Harris está a favor de la venganza, proclamando públicamente: "Ellos han sembrado el viento y ahora recogerán el torbellino". Lo más importante es que él cree que el bombardeo puede, por sí mismo, derrotar a Alemania... Incluye testimonios de Sir Arthur Harris, Albert Speer, James Stewart, William Reid, del General Curtis LeMay, Werner Schröer, del Teniente General Adolf Galland y del General Ira C. Eaker.
- Las duras agallas - Tough Old Gut: Italy (1943–1944)

Winston Churchill le describe a Stalin el Mediterráneo como "la blanda panza del cocodrilo". Son sus argumentos los que consiguen persuadir a los americanos a unirse al bando Aliado. En noviembre de 1942, once meses después de Pearl Harbour, tienen un encuentro con la Wehrmacht por primera vez. En Túnez experimenta la que fue su peor derrota en la guerra, de manos de los soldados mejor equipados y más experimentados del ejército alemán, los "Africa Korps". Mussolini es depuesto y la victoria en Sicilia reaviva a los soldados británicos. La incursión aliada en tierra firme, en Salerno, progresa hacia el Norte con grandes dificultades climatológicas debidas al rudo invierno italiano. Incluye testimonios del General Mark Wayne Clark, del Mariscal de Campo Lord Harding, Bill Mauldin y Wynford Vaughan Thomas.
- Mañana será un día maravilloso - It's A Lovely Day Tomorrow: Burma (1942–1944)

Las condiciones climatológicas provocadas por el monzón durante cinco meses al año, agravadas por los problemas de enfermedades, hacen que la situación del ejército de Burma sea "una auténtica pesadilla". Los europeos se encuentran extraños en las condiciones selváticas. Por el contrario, la habilidad de los japoneses, no sólo para soportar sino también para desenvolverse en las mismas circunstancias, les ayuda a construirse un mito de "Superman" frente a los soldados del ejército aliado. Hacia el mes de mayo el ejército británico es expulsado del país, después de la mayor de las retiradas militares que se recuerdan. Las bajas son muy numerosas y miles de miembros de las tropas Aliadas son capturados por los japoneses. La llegada de Mountbatten y su toma de posesión del mando en el Sudoeste asiático, hace dar un giro de 180.º a la moral de estos hombres. El mito de los soldados japoneses superhombres se olvida ante su primera derrota en Arrakan. Incluye testimonios de Mike Calvert, Sir John Smyth, de la cantante Vera Lynn (el título del episodio es el nombre de una de sus canciones), y Lord Mountbatten of Burma.
- La patria arde - Home Fires: Britain (1940–1944)

La derrota sufrida por la Luftwaffe en la batalla de Inglaterra, hace cambiar la dirección de sus bombardeos hacia ciudades de provincia, como Portsmouth, Sheffield, Glasgow y Bristol. En todas ellas su sufren bajas y graves daños, siendo Coventry y Plymouth las ciudades que resultan más perjudicadas. En Coventry, por ejemplo, el mismo corazón de la ciudad es arrancado y la situación se torna desesperada. Incluye testimonios de Lord Butler, Lord Shinwell, Lord Chandos, Tom Driberg, Michael Foot, Cecil Harmsworth King y J.B. Priestley.
- Dentro del Reich - Inside the Reich: Germany (1940–1944)

En el verano de 1940, las fuerzas alemanas son las auténticas conquistadoras del Oeste de Europa. Para los alemanes la guerra había terminado. Las ciudades alemanas no han sido tocadas y el Régimen Nazi, buscando popularidad, asegura que la mayor parte de los bienes, existentes en tiempos de paz, continúan en las tiendas. No hay planes para una larga lucha, siendo una época feliz para los alemanes, que incluso aumentan el índice de natalidad. Incluye testimonios de Albert Speer, Otto John, Traudl Junge, Richard Schulze-Kossens y Otto Ernst Remer (a quien pone voz Lawrence Olivier).
- Mañana - Morning: (June – August 1944)

A primeras horas de la mañana del día seis de junio de 1944, una gran fuerza de invasión anfibia alcanza las playas de Normandía. Americanos, británicos y canadienses atacan cinco playas distintas, y a pesar de que consiguen hacerse con todas las cabezas de playa encuentran una fuerte oposición y sufren muchas bajas. Incluye testimonios de Lord Mountbatten of Burma, Kay Summersby, James Martin Stagg y del Mayor General J. Lawton Collins.
- La ocupación - Occupation: Holland (1940–1944)

Holanda, país neutral, es atacada sin previo aviso en 1940; para frenar el derramamiento de sangre, capitula rápidamente después de que Róterdam sea bombardeada sin piedad. Sutilmente, los alemanes proceden a ocupar Holanda, con promesas de "no animosidad". La mayor parte de los holandeses encuentran la situación fácil de soportar, sin influir demasiado en el ritmo cotidiano de sus vidas. Incluye testimonios de Louis de Jong (quien ejerció como asesor para este episodio) y del Príncipe Bernhard de Holanda.
- Tenazas - Pincers: (August 1944 – March 1945)

París es liberada el 25 de agosto de 1944. La guerra podía, para algunos, darse por acabada. Los rusos desde el Este, y los aliados desde el Sur y el Oeste están listos para el avance sobre territorio alemán. La disparidad de puntos de vista entre Montgomery y Eisenhower alcanza su punto crítico. Los planes de los americanos consisten en avanzar sobre un amplio frente; Montgomery quiere un ataque aéreo corto que estalle a través del Ruhr... así se planea el bombardeo de Arnhem. Incluye testimonios del Teniente General Brian Horrocks, Wynford Vaughan Thomas, del General Hasso von Manteuffel, del Mayor General Francis de Guingand, W. Averell Harriman y del Mayor General J. Lawton Collins.
- Genocidio - Genocide (1941–1945)

Cuando los nazis llegan al poder en 1933, Heinrich Himmler era ya el Reichsführer de las SS. La nueva eminencia del Partido Nacional-Socialista tuvo vía libre para emprender la realización de su sueño: el despertar de la raza germánica dentro del pueblo alemán. Himmler había refinado la filosofía del Nazismo, así como sus ideas sobre la política y sobre la raza. Su objetivo consistía en volver a crear la vieja Alemania "aria".
- Némesis - Nemesis: Germany (February – May 1945)

A medida que las líneas del frente aliado van cerrando el cerco sobre Alemania, las bajas se cuentan por millares. Miles de hombres mueren en los ataques de la RAF que machacan el frente, tanto de día como de noche. Los prisioneros de guerra aliados son liberados por sus compañeros, mientras los soldados alemanes son capturados a miles. En su búnker, Hitler y los que le rodean afrontan el fin del Reich. Goering y Himmler traicionan al Führer y este decide autodestruirse, casándose antes, con su leal Eva Braun. Incluye testimonios de Albert Speer, Traudl Junge y Heinz Linge.
- Japón - Japan (1941–1945)

Muchos japoneses quedaron aturdidos y temerosos al conocer la declaración de guerra en 1941. Pero después de las victorias de Hong Kong, Malasia y Singapur sus primeros miedos se esfumaron, empezando a creer que su fuerza espiritual y su disciplina les harían vencer a los aliados. Hacia 1944 la balanza estaba completamente en contra de Japón, pero aun así defendieron sus hogares, ignorado la terrible arma que iba a usarse contra ellos, y que representaría el final de la guerra. Los soldados japoneses estaban muy orgullosos de poner en práctica el código marcial de los Samurái, consistente en ataques feroces y desprovistos de cualquier sentimiento de piedad hacia el enemigo.
- El Pacífico - Pacific (February 1942 – July 1945)

La responsabilidad de la ofensiva aliada en el Pacífico recayó en dos hombres enfrentados: el General MacArthur y el Almirante Nimitz. Las tropas del primero se extendieron desde las islas Salomón y Nueva Guinea hasta las Filipinas; y los hombres bajo el mando del segundo saltaron de isla en isla, empezando su periplo, en noviembre de 1943, en el atolón de Tarawa. La posibilidad de atacar desde dos frentes hacía creer al Alto Mando americano que "la tarea" iba a ser fácil, pero las bajas que sufrieron les demostraron que estaban equivocados. En la isla de Pelelieu, cuatro de cada diez americanos que tomaron parte en la contienda, cayeron muertos o heridos. La batalla de Iwo Jima fue un gran baño de sangre, el pago en vidas humanas fue uno de los terribles legados que dejó la guerra.
- La bomba - The Bomb (February – September 1945)

El 6 de agosto de 1945, el bombardero americano B-29 llamado "Enola Gay", nombre de la madre del piloto, Paul Tibbets, dejó caer la primera bomba de uranio que se lanzaba en el mundo, sobre la ciudad japonesa de Hiroshima. Cuatro días más tarde se lanzó una segunda bomba en Nagasaki. La razón dada por los americanos para justificar la acción, fue la de salvar miles de vidas aliadas, anticipándose a una invasión del territorio japonés. El comité de estudio de la bomba atómica en EE. UU. recomendó que esta fuese usada lo antes posible... sin previo aviso a las fuerzas militares enemigas. Algunos americanos creían que los japoneses, a través de una justa negociación, hubieran popido rendirse evitando así la catástrofe. El 15 de septiembre de 1945, el ministro de Asuntos Exteriores japonés firma la rendición. Incluye testimonios de Toshikazu Kase, Yoshio Kodama, Marquis Koichi Kido, del Mayor General Charles Sweeney, del Brigadier General Paul Tibbets, Alger Hiss, W. Averell Harriman, Lord Avon, McGeorge Bundy, John J. McCloy, del General Curtis LeMay y Hisatsune Sakomizu.
- Ajustes de cuentas - Reckoning (April 1945)

El fin de la guerra en Centro Europa es un período en el que no existe compasión. Reina el desorden y la confusión. La fundamental intervención de Rusia y América significa que ninguna nación europea puede ganar. En San Francisco, en abril de 1945, nacen las Naciones Unidas para "edificar una sólida estructura sobre la que construir un mundo mejor". Alemania sigue siendo la clave de los problemas europeos, nadie quiere que esta vuelva a ser fuerte, pero tampoco aceptarán la responsabilidad de mantenerla en la ruina para siempre. Rusia, Estados Unidos, Gran Bretaña y Francia acuerdan participar en su reconstrucción y reanudar las relaciones comerciales, pero sigue existiendo una mutua desconfianza entre las superpotencias... Algunos nazis se quitan la vida, otros comparecen ante el tribunal de Núremberg donde serán juzgados por sus crímenes contra la Paz y la Humanidad. Incluye testimonios de Charles Bohlen, Stephen Ambrose, Lord Avon, Lord Mountbatten of Burma y Noble Frankland.
- Recordando - Remember

Durante la II Guerra Mundial murieron 20 millones de rusos, cayendo prisioneros, hombres y mujeres, soldados y civiles. Gran Bretaña y la Commonwealth perdieron cerca de 4 millones de personas, 60.000 de ellos fueron civiles asesinados durante los bombardeos. Alemania, en la guerra que inició, perdió cerca de cinco millones de personas. Dos millones y medio de japoneses desaparecieron para siempre. Estados Unidos, que no fue invadida ni bombardeada, perdió cerca de 300.000 hombres. Aquellos que perdieron personas allegadas recuerdan con tristeza el momento en que recibieron la noticia. Muchos lo recuerdan aún, cada año, en reuniones, en el cenotafio y en los cementerios.

## Episodios adicionales
Algunas imágenes y entrevistas que no fueron utilizadas en la serie original, con la narración de Eric Porter, fueron añadidas a la edición en VHS y posteriormente incluidas como extras en el DVD.
- 1. Secretary to Hitler (Secretaria de Hitler)
- 2. Warrior (Guerrero)
- 3. Hitler's Germany: The People's Community (1933–1939) (La Alemania de Hitler: la Comunidad del Pueblo (1933-1939))
- 4. Hitler's Germany: Total War (1939–1945) (La Alemania de Hitler: guerra total (1939-1945))
- 5. The Two Deaths of Adolf Hitler (Las dos muertes de Adolf Hitler)
- 6. The Final Solution: Part One (La solución final: primera parte)
- 7. The Final Solution: Part Two (La solución final: segunda parte)
- 8. From War to Peace (De la guerra a la paz)

## Libros
El libro original de The World at War que acompañó a la serie fue escrito por Mark Arnold-Forster en 1973.
En octubre de 2007, la editorial inglesa Ebury Press publicó The World at War, un nuevo libro de Richard Holmes, una historia oral de la Segunda Guerra Mundial extraída de las entrevistas realizadas para la serie de televisión. Solo una fracción de los cientos de horas de entrevistas grabadas llegó al corte final. Una selección de ese material se publicó en este libro, que incluye entrevistas con Albert Speer, Karl Wolff (ayudante de Himmler), Traudl Junge (secretaria de Hitler), James Stewart (piloto de un bombardero USAF y estrella de Hollywood), Anthony Eden, John Colville (parlamentario y secretario privado de Winston Churchill), Averell Harriman (embajador de EE. UU. en Rusia) y Arthur Harris (Jefe del Comando de Bombarderos de la RAF).